# Championnats du Canada de ski alpin
Les Championnats du Canada de ski alpin sont une compétition créée par la Canada Alpin.

## Format de la compétition
Ces championnats ont débuté par le slalom en 1929 pour les hommes et en 1935 pour les dames. Les autres disciplines se sont progressivement ajoutées au programme, à commencer par la descente en 1937. 
Chaque année, une ou plusieurs stations canadiennes organisent les épreuves, généralement à partir du mois de mars après la fin des épreuves de Coupe du Monde. Chaque titre se dispute sur une épreuve unique. Il arrive que certaines épreuves (principalement parmi celles de vitesse), soient annulées en raison des conditions météo ou de la qualité de la neige.
Les cinq disciplines de la compétition sont :
- Descente
- Super géant
- Slalom géant
- Slalom
- Super-Combiné (pas organisé tous les ans)

## Palmarès des cinq épreuves

### Hommes
| Année                                   | Station                                 | Descente                        | Super-G                | Slalom géant      | Slalom               | Combiné             |
| Les données manquantes sont à compléter |                                         |                                 |                        |                   |                      |                     |
| 1929                                    |                                         | -                               | -                      | -                 | Harald Paumgarten    | -                   |
| 1932                                    |                                         | -                               | -                      | -                 | Franck Campbell      | -                   |
| 1933                                    |                                         | -                               | -                      | -                 | John Blair           | -                   |
| 1935                                    |                                         | -                               | -                      | -                 | -                    | -                   |
| 1936                                    |                                         | -                               | -                      | -                 | Douglas Mann         | -                   |
| 1937                                    |                                         | Pierre Francioli                | -                      | Pierre Francioli  | Pierre Francioli     | Pierre Francioli    |
| 1938                                    |                                         | Bob Smith-Johannsen             | -                      | -                 | Karl Ringer          | Bob Smith-Johannsen |
| 1939                                    |                                         | Percy Bloyd                     | -                      | -                 | Louis Georges        | Ted Paris           |
| 1940                                    |                                         | Ted Paris                       | -                      | Art Coles         | Art Coles            | Art Coles           |
| 1947                                    |                                         | Hector Sutherland               | -                      | -                 | Bob Richardson       | Piere Jalbert       |
| 1948                                    |                                         | Peter Johnson                   | -                      | Peter Johnson     | Peter Johnson        | Peter Johnson       |
| 1949                                    |                                         | Jean Pazzi                      | -                      | -                 | Georges Panisset     | Georges Panisset    |
| 1950                                    |                                         | André Bertrand                  | -                      | -                 | Egon Schöpf          | Egon Schöpf         |
| 1951                                    |                                         | Hector Sutherland               | -                      | -                 | Bob Richardson       | Bob Richardson      |
| 1952                                    |                                         | G. Cowan                        | -                      | -                 | Egon Schöpf          | C. Cowan            |
| 1953                                    |                                         | Guttorm Berge                   | -                      | -                 | Guttorm Berge        | Guttorm Berge       |
| 1954                                    |                                         | André Bertrand                  | -                      | -                 | Tom Corcoan          | André Bertrand      |
| 1955                                    |                                         | Ralph Miller                    | -                      | -                 | Egli Stiglum         | Ralph Miller        |
| 1956                                    |                                         | Glenn Fraser                    | -                      | -                 | Shaun Fripp          | John Clifford       |
| 1957                                    |                                         | Dave Jacobs                     | -                      | -                 | Chiharu Igaya        | Art Tommy           |
| 1958                                    |                                         | Verne Anderson                  | -                      | -                 | Rudy Ruana           | Hérald Gannon       |
| 1959                                    |                                         | Lee Streeter                    | -                      | -                 | Marsch d'Arcy        | Jean Lessard        |
| 1960                                    |                                         | -                               | -                      | Fred Tommy        | Arnold Midgley       | Arnold Midgley      |
| 1961                                    |                                         | Heli Summerauer                 | -                      | -                 | Jean Guy Brunet      | Arnold Midgley      |
| 1962                                    |                                         | Jean Guy Brunet                 | -                      | Jean Guy Brunet   | Rod Hebron           | Rod Hebron          |
| 1963                                    |                                         | Jean Guy Brunet                 | -                      | Rod Hebron        | Rod Hebron           | Peter Duncan        |
| 1964                                    |                                         | Jean Guy Brunet                 | -                      | Willi Forrer      | Gerry Rinaldi        | Jean Guy Brunet     |
| 1965                                    |                                         | Scott Henderson & Gerry Rinaldi | -                      | Rod Hebron        | André Pomerleau      | André Pomerleau     |
| 1966                                    |                                         | Scott Henderson                 | -                      | Scott Henderson   | Scott Henderson      | Peter Duncan        |
| 1967                                    |                                         | Ken Phelps                      | -                      | Rod Hebron        | Scott Henderson      | -                   |
| 1968                                    |                                         | -                               | -                      | Keith Shepherd    | Rod Hebron           | -                   |
| 1969                                    |                                         | Keith Shepherd                  | -                      | Peter Duncan      | Peter Duncan         | -                   |
| 1970                                    |                                         | -                               | -                      | Bill Mckay        | Kenny Corrock        | -                   |
| 1971                                    |                                         | David Currier                   | -                      | Jim Hunter        | Tyler Palmer         | -                   |
| 1972                                    |                                         | -                               | -                      | Massami Ichimura  | Massami Ichimura     | -                   |
| 1973                                    |                                         | -                               | -                      | Jim Hunter        | Paul Carson          | -                   |
| 1974                                    |                                         | Gary Aiken                      | -                      | Alain Cousineau   | Phil Graves          | -                   |
| 1975                                    |                                         | Ken Read                        | -                      | Jim Hunter        | Jim Hunter           | Jim Hunter          |
| 1976                                    |                                         | Ken Read                        | -                      | Jim Hunter        | Jim Hunter           | Jim Hunter          |
| 1977                                    |                                         | -                               | -                      | Jim Hunter        | Steve Podborski      | Jim Hunter          |
| 1978                                    |                                         | Ken Read                        | -                      | John Hiland       | Peter Monod          | Ken Read            |
| 1979                                    |                                         | Ken Read                        | -                      | Peter Monod       | Raymond Pratte       | Dave Murray         |
| 1980                                    |                                         | Ken Read                        | -                      | Peter Monod       | Peter Monod          | Peter Monod         |
| 1981                                    |                                         | Robin McLeish                   | -                      | Peter Monod       | Peter Monod          | Robin McLeish       |
| 1982                                    |                                         | Urs Räber                       | -                      | Jim Read          | Peter Monod          | -                   |
| 1983                                    |                                         | Steve Podborski                 | -                      | Michael Tommy     | François Jodoin      | -                   |
| 1984                                    |                                         | Steve Podborski                 | Jim Read               | Jim Read          | Michael Tommy        | -                   |
| 1985                                    | Fortress Mountain                       | Steven Lee                      | Mike Brown             | Jim Read          | Gordon Perry         | -                   |
| 1986                                    | Mont Sainte-Anne / Stoneham             | Donald Stevens                  | Derek Trussler         | Jim Read          | Jim Read             | -                   |
| 1987                                    |                                         | Brian Stemmle                   | Jim Read               | Alain Villiard    | Alain Villiard       | Jim Read            |
| 1988                                    |                                         | Steven Lee                      | Leonhard Stock         | Tiger Shaw        | Jack Miller          | Roman Torn          |
| 1989                                    |                                         | Mike Carney                     | Felix Belczyk          | Alain Villiard    | Alain Villiard       | David Duchesne      |
| 1990                                    | Lake Louise                             | Felix Belczyk                   | David Duchesne         | Robbie Parisien   | Rob Crossan          | Ed Podivinsky       |
| 1991                                    |                                         | Ed Podivinsky                   | Rob Boyd               | Éric Villiard     | Alain Villiard       | Alain Villiard      |
| 1992                                    |                                         | Roman Thorn                     | Reggie Crist           | Thomas Grandi     | Rob Crossan          | Brett Grabowski     |
| 1993                                    | Lake Louise                             | John Mealey                     | Éric Villiard          | Thomas Grandi     | Rob Crossan          | Sébastien Turgeon   |
| 1994                                    |                                         | Ralf Socher                     | Ralf Socher            | Chris Puckett     | Stanley Hayer        | Stanley Hayer       |
| 1995                                    | Mont Sainte-Anne / Le Relais / Stoneham | Ed Podivinsky                   | Brian Stemmle          | Thomas Grandi     | Stanley Hayer        | -                   |
| 1996                                    | Mont Sainte-Anne / Le Relais            | Ed Podivinsky                   | -                      | Thomas Grandi     | Stanley Hayer        | -                   |
| 1997                                    | Rossland                                | Graydon Oldfield                | Ryan Oughtred          | Thomas Grandi     | Thomas Grandi        | -                   |
| 1998                                    | Panorama                                | Daimion Applegath               | Darin Mc Beath         | Thomas Grandi     | Thomas Grandi        | -                   |
| 1999                                    | Sun Peaks                               | Kevin Wert                      | Brian Stemmle          | Vincent Lavoie    | Munroe Hunsicker     | -                   |
| 2000                                    | Sun Peaks                               | -                               | -                      | Jean-Philippe Roy | Michael Tichy        |                     |
| 2001                                    | Mont Sainte-Anne / Mont Orford          | Kevin Wert                      | Kevin Wert             | Jean-Philippe Roy | Jean-Philippe Roy    | -                   |
| 2002                                    | Whistler                                | Erik Guay                       | Erik Guay              | Jean-Philippe Roy | Thomas Grandi        | -                   |
| 2003                                    | Whistler                                | -                               | Erik Guay              | Thomas Grandi     | Thomas Grandi        | -                   |
| 2004                                    | Le Massif / Mont Sainte-Anne            | François Bourque                | Vincent Lavoie         | Jean-Philippe Roy | Michael Janyk        | -                   |
| 2005                                    | Le Massif / Mont Sainte-Anne            | John Kucera                     | John Kucera            | François Bourque  | Patrick Biggs        | -                   |
| 2006                                    | Whistler                                | Jeffrey Frisch                  | John Kucera            | John Kucera       | Michael Janyk        | -                   |
| 2007                                    | Whistler                                | Erik Guay                       | Jeffrey Frisch         | Erik Guay         | Paul Stutz           | annulé              |
| 2008                                    | Whistler / Stoneham / Le Relais         | John Kucera                     | John Kucera            | Erik Guay         | Paul Stutz           | John Kucera         |
| 2009                                    | Le Massif / Mont Sainte-Anne            | Jeffrey Frisch                  | Robbie Dixon           | John Kucera       | Michael Janyk        | Paul Stutz          |
| 2010                                    | Nakiska                                 | Manuel Osborne-Paradis          | Erik Guay              | Brad Spence       | Michael Janyk        | Ryan Semple         |
| 2011                                    | Nakiska                                 | Kelby Halbert                   | Jeffrey Frisch         | Jan Hudec         | Julien Cousineau     | Chris Frank         |
| 2012                                    | Le Massif / Mont Sainte-Anne            |                                 |                        |                   | Trevor Philp         |                     |
| 2013                                    | Whistler                                | Manuel Osborne-Paradis          | Jeffrey Frisch         | Trevor Philp      | Trevor Philp         |                     |
| 2014                                    | Whistler                                | Morgan Pridy                    | Benjamin Thomsen       | Tyler Werry       | Erik Read            |                     |
| 2015                                    | Nakiska / Mont Sainte-Anne              | -                               | Brodie Seger           | David Donaldson   | Michał Jasiczek      | annulé              |
| 2016                                    | Whistler                                | Morgan Pridy                    | Manuel Osborne-Paradis | Trevor Philp      | Phil Brown           | Trevor Philp        |
| 2017                                    | Lake Louise / Nakiska / Tremblant       | Broderick Thompson              | Tyler Werry            | Trevor Philp      | AJ Ginnis            |                     |
| 2018                                    | Red Mountain                            | annulée                         | annulé                 | Trevor Philp      | Erik Read            | annulé              |
| 2019                                    | Mont Édouard                            | -                               | James Crawford         | Erik Read         | Jeffrey Read         | annulé              |
| 2020                                    | Panorama (en)                           | Cameron Alexander               | -                      | Riley Seger       | Simon Fournier       |                     |
| 2021                                    | Panorama (en)                           | -                               | -                      | Liam Wallace      | Liam Wallace         | -                   |
| 2022                                    | Georgian Peaks / Olser Bluff / Panorama | -                               | Jeffrey Read           | Liam Wallace      | Simon Fournier       | -                   |
| 2023                                    | Kimberley                               | -                               | Kyle Alexander         | Justin Alkier     | Liam Wallace         | -                   |
| 2024                                    | Red Mountain                            | -                               | -                      | Jamie Casselman   | Jesse Kertesz-Knight | -                   |
| 2025                                    | Tremblant                               | -                               | -                      | Cooper Puckett    | Cooper Puckett       | -                   |

### Femmes
| Année                                   | Station                                 | Descente              | Super-G                       | Slalom géant           | Slalom               | Combiné              |
| Les données manquantes sont à compléter |                                         |                       |                               |                        |                      |                      |
| 1935                                    |                                         |                       |                               |                        | Madeleine McNichols  | Madeleine McNichols  |
| 1937                                    |                                         | Grace Carter          |                               |                        |                      | Peggy Harlin         |
| 1938                                    |                                         |                       |                               |                        |                      | Gertrude Wepsala     |
| 1939                                    |                                         |                       |                               |                        |                      | Gertrude Wepsala     |
| 1940                                    |                                         | Dorothy Michaels      |                               | Dorothy Michaels       | Gertrude Wepsala     | Dorothy Michaels     |
| 1947                                    |                                         | Rhoda Wurtele         |                               |                        | Dorothy Burden       | Dorothy Burden       |
| 1948                                    |                                         | Dorothy Burden        |                               | Dorothy Burden         | Ila Lacasse          | Dorothy Burden       |
| 1949                                    |                                         | Rhoda Wurtele         |                               |                        | Lucienne Schmith     | Lucienne Schmith     |
| 1950                                    |                                         | Dagmar Rom            |                               |                        | Dagmar Rom           | Dagmar Rom           |
| 1951                                    |                                         | Rhoda Wurtele         |                               |                        | Rhoda Wurtele        | Rhoda Wurtele        |
| 1952                                    |                                         | Anita Gathe           |                               |                        | June McKenzie        | Anita Gathe          |
| 1953                                    |                                         | Lucille Wheeler       |                               |                        | Rosemary Schutz      | Lucille Wheeler      |
| 1954                                    |                                         | Monique Langlais      |                               |                        | Rosemary Schutz      | Monique Langlais     |
| 1955                                    |                                         | Carlyn Kruger         |                               |                        | Monique Langlais     | Lucille Wheeler      |
| 1956                                    |                                         | Susan Christmas       |                               |                        | Susan Christmas      | Susan Christmas      |
| 1957                                    |                                         | Gigi Seguin           |                               |                        | Gigi Seguin          | Gigi Seguin          |
| 1958                                    |                                         | Beverley Anderson     |                               |                        | Beverley Anderson    | Beverley Anderson    |
| 1959                                    |                                         | Anne Heggtveit        |                               |                        | Anne Heggtveit       | Anne Heggtveit       |
| 1960                                    |                                         | annulée               |                               | Jacqueline Thibaul}    | Lois Lebouthiller    | Lois Lebouthiller    |
| 1961                                    |                                         | Vicki Rutledge        |                               | annulé                 | Nancy Holland        | Vicki Rutledge       |
| 1962                                    |                                         | Linda Crutchfield     |                               | Nancy Greene           | Linda Crutchfield    | Linda Crutchfield    |
| 1963                                    |                                         | Nancy Greene          |                               | Linda Crutchfield      | Nancy Greene         | Nancy Greene         |
| 1964                                    |                                         | Linda Crutchfield     |                               | Nancy Greene           | Nancy Greene         | Linda Crutchfield    |
| 1965                                    |                                         | Nancy Greene          |                               | Nancy Greene           | Nancy Greene         | Nancy Greene         |
| 1966                                    |                                         | Nancy Greene          |                               | Joan Hannah            | Wendy Allen          | Nancy Greene         |
| 1967                                    |                                         | Karen Budge           |                               | Nancy Greene           | Nancy Greene         | Nancy Greene         |
| 1968                                    |                                         | annulée               |                               | Nancy Greene           | Nancy Greene         | Nancy Greene         |
| 1969                                    |                                         | Laurie Kreiner        |                               | Sue Graves             | Judy Leinweber       | Sue Graves           |
| 1970                                    |                                         | annulée               |                               | Diana Gibson           | Rosie Fortna         | Diana Gibson         |
| 1971                                    |                                         | Judy Crawford         | -                             | Karen Budge            | Karen Budge          | Karen Budge          |
| 1972                                    |                                         | -                     | -                             | Ginny Homeyman         | Diane Pratt          | Ginny Homeyman       |
| 1973                                    |                                         | -                     | -                             | Betsy Clifford         | Betsy Clifford       | Betsy Clifford       |
| 1974                                    |                                         | Betsy Devin           | -                             | Kathy Kreiner          | Betsy Clifford       | Kathy Kreiner        |
| 1975                                    |                                         | Kathy Kreiner         | -                             | Betsy Clifford         | Kathy Kreiner        | Betsy Clifford       |
| 1976                                    |                                         | Karen Cloutier        | -                             | Kathy Kreiner          | Betsy Clifford       | Kathy Kreiner        |
| 1977                                    |                                         | -                     | -                             | Kathy Kreiner          | Kathy Kreiner        | Jane Tidball         |
| 1978                                    |                                         | Kathy Kreiner         | -                             | Kathy Kreiner          | Vanita Hairing       | Kathy Kreiner        |
| 1979                                    |                                         | Loni Klettl           | -                             | Judy Richardson        | Betsy Clifford       | Judy Richardson      |
| 1980                                    |                                         | Laurie Graham         | -                             | Lynn Lacasse           | Ann Blackburn        | Ann Blackburn        |
| 1981                                    |                                         | Gerry Sorensen        | -                             | Josée Lacasse          | Diane Haight         | Diane Haight         |
| 1982                                    |                                         | Diane Lehodey         | -                             | Lynn Lacasse           | Lynn Lacasse         | -                    |
| 1983                                    |                                         | Gerry Sorensen        | Lynn Lacasse                  | Liisa Savijarvi        | Liisa Savijarvi      | -                    |
| 1984                                    |                                         | Diane Haight          | Laurie Graham                 | Andréa Bédard          | Andréa Bédard        | -                    |
| 1985                                    | Fortress Mountain                       | Laurie Graham         | Karen Percy                   | Andréa Bédard          | Andréa Bédard        | -                    |
| 1986                                    | Mont Sainte-Anne / Stoneham             | Karen Percy           | Karen Percy                   | Josée Lacasse          | Josée Lacasse        | -                    |
| 1987                                    |                                         | Liisa Savijarvi       | Karen Percy                   | Josée Lacasse          | Julie Klotz          | Kate Pace            |
| 1988                                    |                                         | Laurie Graham         | Karen Percy                   | Karen Percy            | Josée Lacasse        | Kerrin Lee-Gartner   |
| 1989                                    |                                         | Lucie Laroche         | Kendra Kobelka                | Karen Percy            | Sonja Rusch          | Camilla Burks        |
| 1990                                    | Lake Louise                             | Lucie Laroche         | Nancy Gee                     | Josée Lacasse          | Josée Lacasse        | Nancy Gee            |
| 1991                                    |                                         | Kerrin Lee-Gartner    | Michelle McKendry             | Annie Laurendeau       | Sonya Rusch          | Stéphanie Hoolahan   |
| 1992                                    |                                         | Kerrin Lee-Gartner    | Michelle McKendry             | Michelle McKendry      | Annie Laurendeau     | Catherine Lussier    |
| 1993                                    | Lake Louise                             | Kerrin Lee-Gartner    | Michelle McKendry             | Mélanie Turgeon        | Nancy Gee            | Nancy Gee            |
| 1994                                    |                                         | Kate Pace             | Michelle McKendry             | Edith Rozsa            | Katerina Tichy       | Joanna Magee         |
| 1995                                    | Mont Sainte-Anne / Le Relais            | Lindsay Roberts       | Melanie Turgeon               | Melanie Turgeon        | Edith Rozsa          | -                    |
| 1996                                    | Mont Sainte-Anne / Le Relais            | Kate Pace             | -                             | Melanie Turgeon        | Melanie Turgeon      | -                    |
| 1997                                    | Rossland                                | Kate Pace             | Melanie Turgeon               | Allison Forsyth        | Edith Rozsa          | -                    |
| 1998                                    | Panorama                                | Jennifer Mickelson    | Emily Brydon                  | Allison Forsyth        | Allison Forsyth      | -                    |
| 1999                                    | Sun Peaks                               | Emily Brydon          | Allison Forsyth               | Allison Forsyth        | Anna Prchal          | -                    |
| 2000                                    | Sun Peaks                               | -                     | -                             | Allison Forsyth        | Allison Forsyth      | -                    |
| 2001                                    | Mont Sainte-Anne / Mont Orford          | Melanie Turgeon       | Anne-Marie Lefrançois         | Allison Forsyth        | Anna Prchal          | -                    |
| 2002                                    | Whistler                                | Anne-Marie Lefrançois | Britt Janyk                   | Britt Janyk            | Geneviève Simard     | -                    |
| 2003                                    | Whistler                                | -                     | -                             | Britt Janyk            | Britt Janyk          | -                    |
| 2004                                    | Le Massif / Mont Sainte-Anne            | Emily Brydon          | Emily Brydon                  | Britt Janyk            | Britt Janyk          | -                    |
| 2005                                    | Le Massif / Mont Sainte-Anne            | -                     | Emily Brydon                  | Geneviève Simard       | Emily Brydon         | -                    |
| 2006                                    | Whistler                                | Britt Janyk           | Britt Janyk                   | Christina Lustenberger | Brigitte Acton       | -                    |
| 2007                                    | Whistler                                | Shona Rubens          | Shona Rubens                  | Britt Janyk            | Shona Rubens         | annulé               |
| 2008                                    | Whistler / Mont Sainte-Anne / Le Relais | Larisa Yurkiw         | Larisa Yurkiw                 | Emilie Desforges       | Shona Rubens         | annulé               |
| 2009                                    | Le Massif / Mont Sainte-Anne            | Shona Rubens          | Britt Janyk                   | Geneviève Simard       | Shona Rubens         | Marie-Michèle Gagnon |
| 2010                                    | Nakiska                                 | Britt Janyk           | Emily Brydon                  | Britt Janyk            | Marie-Michèle Gagnon | Marie-Michèle Gagnon |
| 2011                                    | Nakiska                                 | Britt Janyk           | Madison McLeish / Britt Janyk | Marie-Michèle Gagnon   | Marie-Michèle Gagnon | Marie-Michèle Gagnon |
| 2012                                    | Le Massif / Mont Sainte-Anne            |                       |                               |                        | Marie-Michèle Gagnon |                      |
| 2013                                    | Whistler                                | Larisa Yurkiw         | Marie-Michèle Gagnon          | Marie-Michèle Gagnon   | Marie-Michèle Gagnon |                      |
| 2014                                    | Whistler                                | Roni Remme            | Madison Irwin                 | Marie-Pier Préfontaine | Marie-Michèle Gagnon |                      |
| 2015                                    | Nakiska / Mont Sainte-Anne              | -                     | Candace Crawford              | Marie-Pier Préfontaine | Erin Mielzynski      | annulé               |
| 2016                                    | Whistler                                | Valérie Grenier       | Marie-Michèle Gagnon          | Marie-Michèle Gagnon   | Marie-Michèle Gagnon | Candace Crawford     |
| 2017                                    | Lake Louise / Nakiska / Tremblant       | Stefanie Fleckenstein | Georgia Burgess               | Valérie Grenier        | Erin Mielzynski      |                      |
| 2018                                    | Red Mountain                            | annulée               | annulé                        | Valérie Grenier        | Erin Mielzynski      | annulé               |
| 2019                                    | Mont Édouard                            | -                     | Beatrix Lever                 | Marie-Michèle Gagnon   | Laurence St-Germain  | annulé               |
| 2020                                    | Panorama                                | Ella Renzoni          | -                             | Cassidy Gray           | Justine Clément      |                      |
| 2021                                    | Panorama                                | -                     | -                             | Kiara Alexander        | Sarah Bennett        | -                    |
| 2022                                    | Georgian Peaks / Olser Bluff / Panorama | -                     | Katrina Van Soest             | Sarah Bennett          | Sarah Bennett        | -                    |
| 2023                                    | Whistler                                | -                     | Cassidy Gray                  | Britt Richardson       | Eleri Smart          | -                    |
| 2024                                    | Red Mountain                            | -                     | -                             | Cassidy Gray           | Elisabeth Creighton  | -                    |
| 2025                                    | Tremblant                               | -                     | -                             | Kendra Giesbrecht      | Kiki Alexander       | -                    |